# Juli Zeh
Juli Zeh (* 30. června 1974, Bonn) je německá spisovatelka.

## Život
Juli Zeh se narodila v roce 1974 v Bonnu do rodiny právníka, prof. Dr. Wolfganga Zeh, který působil v západoněmeckém parlamentu. Její matka je překladatelka. Juli Zeh má jednoho bratra.
Po maturitě roku 1993 zahájila studium práv v Pasově a Lipsku, které s výbornými studijními výsledky zakončila roku 1998 první státní zkouškou (Erstes Staatsexamen). Poté v letech 1999 až 2001 pokračovala ve studiu nadstavbového modulu Právo evropské integrace (Recht der Europäischen Integration), které uzavřela ziskem magisterského titulu. Kromě toho zahájila v roce 1996 studium na Německém literárním institutu v Lipsku, které roku 2000 taktéž úspěšně zakončila.
V letech 1995 až 2007 žila v Lipsku. Od roku 2007 žije společně se svým mužem, povoláním fotografem, v obci Barnewitz v Braniborsku, kde pár odkoupil a zrenovoval starší dům se zahradou. Roku 2012 se Juli Zeh stala matkou.

## Dílo
Už během studia publikovala Juli Zeh eseje v časopisech Die Welt a Die Zeit. Pozornost na sebe upoutala zejména svou prvotinou Orli a andělé (Adler und Engel) z roku 2001.
Její román Hráčský instinkt (Spieltrieb) byl roku 2013 zfilmován německým režisérem Gregorem Schnitzlerem.

## Ocenění (výběr)
- 2000 – Cena Caroline Schlegelové za esejistiku (Caroline-Schlegel-Preis für Essayistik)
- 2002 – Rauriská literární cena (Rauriser Literaturpreis)
- 2002 – Stipendium při Brémské literární ceně
- 2003 – Cena Ernsta Tollera (Ernst-Toller-Preis)
- 2003 – Vedlejší Hölderlinova cena (Hölderlin-Förderpreis)
- 2005 – Cena Pera Olova Enquista (Per-Olov-Enquist-Preis)
- 2009 – Literární cena Carla Ameryho (Carl-Amery-Literaturpreis)
- 2009 – Solothurnská literární cena
- 2009 – Literární cena Gerty Spiesové (Gerty-Spies-Literaturpreis)
- 2010 – Docentura o poetice v Tübingen (Tübinger Poetik-Dozentur)
- 2010 – Docentura Heinricha Heineho (Heinrich-Heine-Gastdozentur)
- 2013 – Frankfurtské přednášky o poetice (Frankfurter Poetik-Vorlesungen)
- 2013 – Cena Thomase Manna (Thomas-Mann-Preis)
- 2014 – Cena Hoffmanna von Fallerslebena (Hoffmann-von-Fallersleben-Preis)
- 2017 – Cena Samuela Bogumila Lindeho (společně s Magdalenou Tulli)

## Přehled děl (výběr)

### Próza
- Orli a andělé (Adler und Engel, 2001), č. v překladu Jany Zoubkové, Odeon, Praha, 2004, ISBN 80-207-1156-2 (Světová knihovna; sv. 26)
- Die Stille ist ein Geräusch. Eine Fahrt durch Bosnien (Ticho je hluk, 2002)
- Hráčský instinkt (Spieltrieb, 2004), č. v překladu Jany Zoubkové, Odeon, Praha, 2006, ISBN 80-207-1213-5 (Světová knihovna; sv. 42)
- Kleines Konversationslexikon für Haushunde (Malý konverzační lexikon pro psy domácí, 2005)
- Temná energie (Schilf, 2007), č. v překladu Jany Zoubkové, Odeon, Praha, 2009, ISBN 978-80-207-1292-9 ((Světová knihovna; sv. 77)
- Corpus Delicti. Ein Prozess (Corpus delicti, 2009)
- Pod vodou (Nullzeit, 2012), č. v překladu Jany Zoubkové, Host, Brno, 2015, ISBN 978-80-7491-254-2
- Unterleuten (2016)
- Leere Herzen (2017)
- Neujahr (2018)

### Divadelní hry a adaptace
- Adler und Engel (2005)

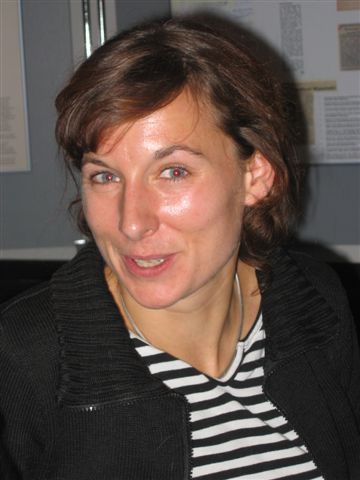
Juli Zeh

  - hra na motivy stejnojmenného románu, pro divadlo upravila Nicola Bongard, premiéra: LOFFT Leipzig, 1. 10. 2005, režie: Joachim von Burchard
- Spieltrieb (2006)
  - hra na motivy stejnojmenného románu, pro divadlo upravil Bernhard Studlar, premiéra: Deutsches Schauspielhaus Hamburg, 16. 3. 2006, režie: Roger Vontobel
- Corpus Delicti (2007)
  - premiéra: Ruhr Triennale Essen – Maschinenhaus der Zeche Carl, 15. 9. 2007, režie: Anja Gronau
- Schilf (2007)
  - hra na motivy stejnojmenného románu, pro divadlo upravily Bettina Bruinier a Katja Friedrich, premiéra: Münchner Volkstheater, 13. 12. 2007, režie: Bettina Bruinier
- Der Kaktus
  - premiéra: Münchner Volkstheater, 5. 11. 2009, režie: Bettina Bruinier.
- Good Morning, Boys and Girls
  - premiéra: Schauspielhaus Düsseldorf, 10. 4. 2010, režie: Stephan Rottkamp
- 203
  - premiéra: Schauspielhaus Düsseldorf, 22. 4. 2011, režie: Hans-Ulrich Becker
- Good Morning, Boys and Girls (2013)
  - knižní vydání autorčiných divadelních her
- Mutti (2014)
  - společně s Charlotte Roos, premiéra: Ruhrfestspiele, Recklinghausen, 22. 5. 2014, režie Hasko Weber

### Eseje, přednášky, publicistické texty
- Angriff auf die Freiheit. Sicherheitswahn, Überwachungsstaat und der Abbau bürgerlicher Rechte (2009)
  - společně s Ilijou Trojanowem
- Die Diktatur der Demokraten. Warum ohne Recht kein Staat zu machen ist (2012)
- Treideln (2013), frankfurtské přednášky o poetice
- Nachts sind das Tiere (2014), eseje